# Szezon (folyóirat)
Szezon Temesváron 1926–1928 között megjelent vegyes profilú lap, alcímében „kritika, színpad, művészet, sport, társaság, divat, film” szerepel. Egyes számai 1928-ban Sport Szezon, illetve Tíz perc sport címmel jelentek meg. Alapító szerkesztője Damó Jenő volt, őt később Blumberg József, Grósz Sándor, Mann Endre követte. Főmunkatárs Franyó Zoltán; rajta kívül Bányai György, Hevesi Endre, Hont Ferenc, Somlyó Zoltán, Szini Gyula írásait is közölte.